# Linha do Alentejo
A Linha do Alentejo é um lanço ferroviário que liga as localidades do Barreiro e Beja, em Portugal. Na sua extensão máxima, prolongava-se até à Funcheira. Sucede ao Caminho de Ferro do Sul, cujo primeiro troço, entre o Barreiro e Bombel, foi aberto à exploração em 1857. A ligação entre o Barreiro, Beja e Tunes foi classificada como Linha do Sul nos inícios do século XX, e em 1992 o lanço entre o Barreiro, Beja e a Funcheira foi designado como Linha do Alentejo.

## Descrição

### Serviços de passageiros
Em 2018, os únicos serviços de passageiros que transitam pela linha são os urbanos da CP Lisboa entre Barreiro e Praias do Sado, os comboios Intercidades entre Lisboa-Oriente e Évora e entre Casa Branca e Beja e os regionais entre Vila Nova da Baronia e Beja.
No passado também circularam serviços regionais, e existiu, desde 1960, um serviço de automotoras entre o Barreiro e Sines.

### Serviços de mercadorias
A Linha do Alentejo afirmou-se, desde a sua origem, como um importante eixo de escoamento de minério, assim como mais tarde, durante as grandes campanhas do trigo, o foi para os cereais. Desde 1991, quando entrou ao serviço o Ramal de Neves-Corvo, passaram a transitar, pela Linha do Alentejo, serviços de minério provenientes da Mina de Neves-Corvo, com destino a Praias-Sado. No ano seguinte, principiaram os transportes de carvão entre o Porto de Sines e a Central do Pego, cujo percurso passava pelo troço entre o Poceirão e Bombel.

### Material circulante
No passado circularam por esta linha locomotivas das séries 1200, que rebocavam serviços regionais, e 1520, que nos princípios da década de 1990 rebocavam comboios urbanos.

## História
Os primeiros planos para construir uma ligação ferroviária entre a Margem Sul do Rio Tejo e a região do Alentejo datam de meados do século XIX, tendo neste sido sido instituídas as Companhias Nacional dos Caminhos de Ferro ao Sul do Tejo, responsável pelo lanço do Barreiro a Vendas Novas, e dos Caminhos de Ferro do Sueste, que deveria construir a linha desde aquela localidade até Beja e Évora. O primeiro tramo do Caminho de Ferro do Sul, entre o Barreiro e Bombel, abriu em 15 de Junho de 1857, e a linha chegou a Beja em 15 de Fevereiro de 1864. O lanço até Casével entrou ao serviço em 20 de Dezembro de 1870, até Amoreiras-Odemira em 3 de Junho de 1888, e até Faro em 1 de Julho de 1889.
A Linha do Alentejo foi oficialmente criada pelo Decreto-Lei 116/92, de 20 de Junho de 1992, que estabeleceu o seu traçado entre o Barreiro e a Funcheira, passando pelo Pinhal Novo e por Vendas Novas.
Em 2010, o lanço entre Bombel e Casa Branca foi encerrado para a realização de obras de modernização, tendo a circulação sido retomada em 24 de Julho de 2011. Em Janeiro de 2012 foram encerrados os serviços de passageiros entre Beja e Funcheira.

## Leitura recomendada
- Fotobiografia dos Caminhos de Ferro Portugueses - 150 Anos. Lisboa: Caminhos de Ferro Portugueses E. P. 2006
- Vias de Ferro - A Gestão da Infra-estrutura Ferroviária em Portugal. Lisboa: Rede Ferroviária Nacional E. P. 2006
- ANTUNES, J. A. Aranha;  et al. (2010). 1910-2010: o caminho de ferro em Portugal. Lisboa: CP-Comboios de Portugal e REFER - Rede Ferroviária Nacional. 233 páginas. ISBN 978-989-97035-0-6
- CERVEIRA, Augusto; CASTRO, Francisco Almeida e (2006). Material e tracção: os caminhos de ferro portugueses nos anos 1940-70. Col: Para a História do Caminho de Ferro em Portugal. 5. Lisboa: CP-Comboios de Portugal. 270 páginas. ISBN 989-95182-0-4
- VILLAS-BOAS, Alfredo Vieira Peixoto de (2010) [1905]. Caminhos de Ferro Portuguezes. Lisboa e Valladollid: Livraria Clássica Editora e Editorial Maxtor. 583 páginas. ISBN 8497618556
- PEREIRA, Alfredo Marvão (2016). Os Investimentos Públicos em Portugal. Lisboa: Fundação Francisco Manuel Dos Santos. 120 páginas. ISBN 9898819758